# Lawrence Hott

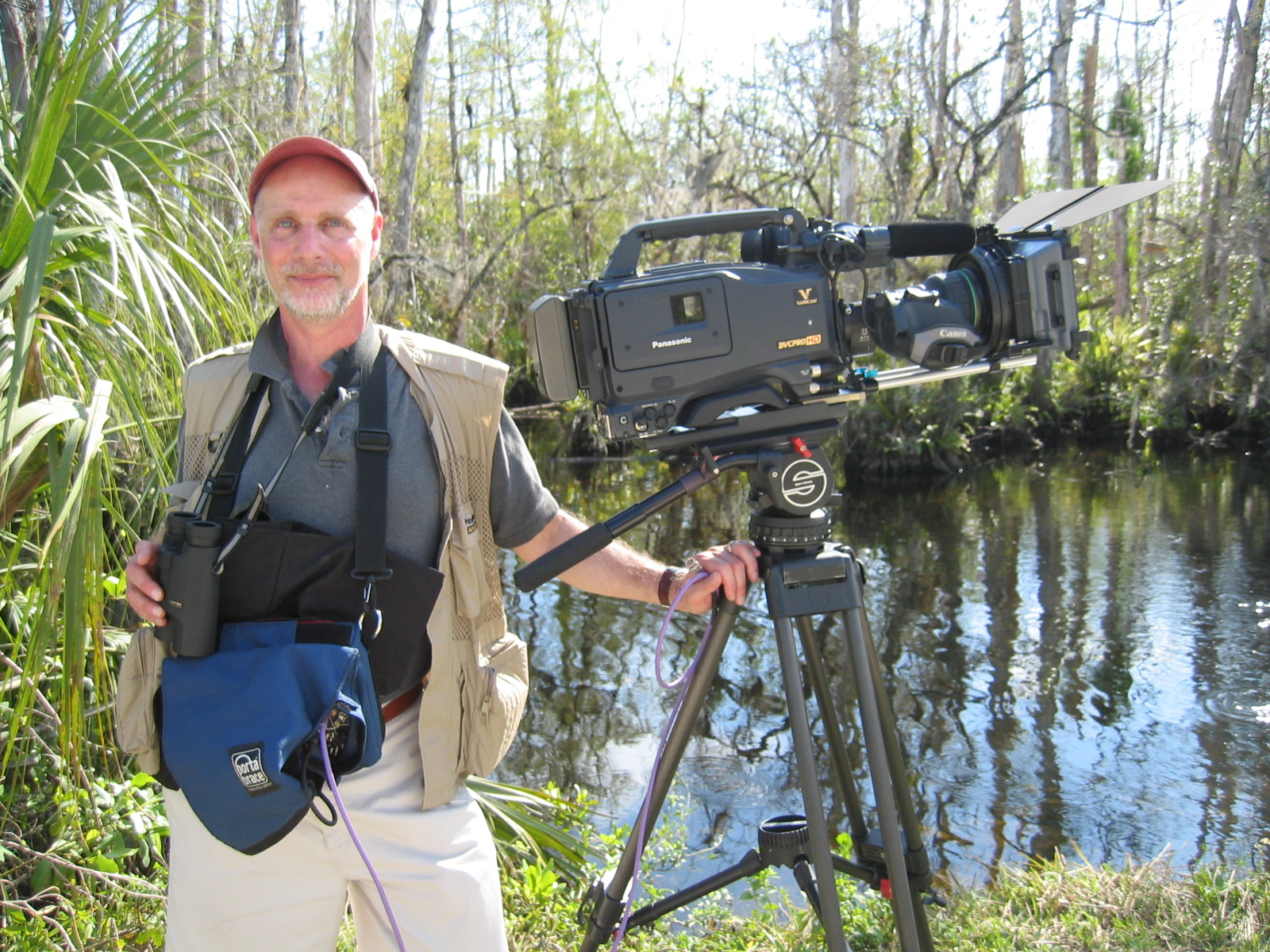
Lawrence Hott bei den Dreharbeiten zu John James Audubon: Drawn from Nature (2006)

Lawrence „Larry“ Hott (* 6. Oktober 1950 in New York) ist ein US-amerikanischer Dokumentarfilmer und Filmproduzent.

## Leben
Lawrence Hott gründete zusammen mit Ken Burns, Roger M. Sherman and Buddy Squires 1978 die Produktionsfirma Florentine Films, die sich auf Dokumentarfilme spezialisierte. Zusammen mit seiner Frau Diane Garey gründete er mit Florentine Films/Hott Productions eine eigene Produktionsfirma. Unter anderem drehte er für PBS, die Library of American Landscape History und die American Antiquarian Society. 1985 wurde er für und mit dem Dokumentar-Kurzfilm The Garden of Eden und 1992 für und mit Wild by Law für den Oscar nominiert. 1997 gewann er mit Divided Highways: The Interstates and the Transformation of American Life einen Peabody Award. 2008 erhielt er den Alfred I. duPont-Columbia University Award für den Film Through Deaf Eyes.
Hott unterrichtete Kurse im Rahmen des Programms University Without Walls an der University of Massachusetts Amherst. Er durfte dank des Fulbright-Programms in Vietnam und Großbritannien unterrichten.

## Filmografie

### Regie
- 1989: The Wilderness Idea: John Muir, Gifford Pinchot, and the First Great Battle for Wilderness
- 1991: Wild by Law
- 1997: Divided Highways: The Interstates and the Transformation of American Life
- 1997: John Muir: Earth, Planet, Universe
- 2002: Imagining Robert: My Brother, Madness and Survival
- 2003: The Harriman Alaska Expedition Retraced
- 2006: Niagara Falls
- 2007: Through Deaf Eyes
- 2011: The War of 1812
- 2014: Frederick Law Olmsted: Designing America
- 2015: SciTech Band: Pride of Springfield
- 2015: Rising Voices/Hóthaninpi
- 2019: The Warrior Tradition

### Produktion
- 1984: The Garden of Eden (Dokumentar-Kurzfilm)
- 1995: The People’s Plague: Tuberculosis in America
- 2000: The American Civil Liberties Union